# Пісковики Бернашівки
Пісковики́ Бернаші́вки — геологічна пам'ятка природи загальнодержавного значення. Розташована в межах Могилів-Подільського району Вінницької області, при північно-східній околиці села Бернашівка.
Площа 0,5 га, статус з 1984 року.
Охороняється унікальне відслонення порід яришівської світи докембрійського періоду, що розташовані у яру на лівобережжі Дністра (неподалік від гирла річки Жван). У товщі пісковиків науковці виявили рештки нитчастих водоростей та мікропланктону найдавніших живих організмів.

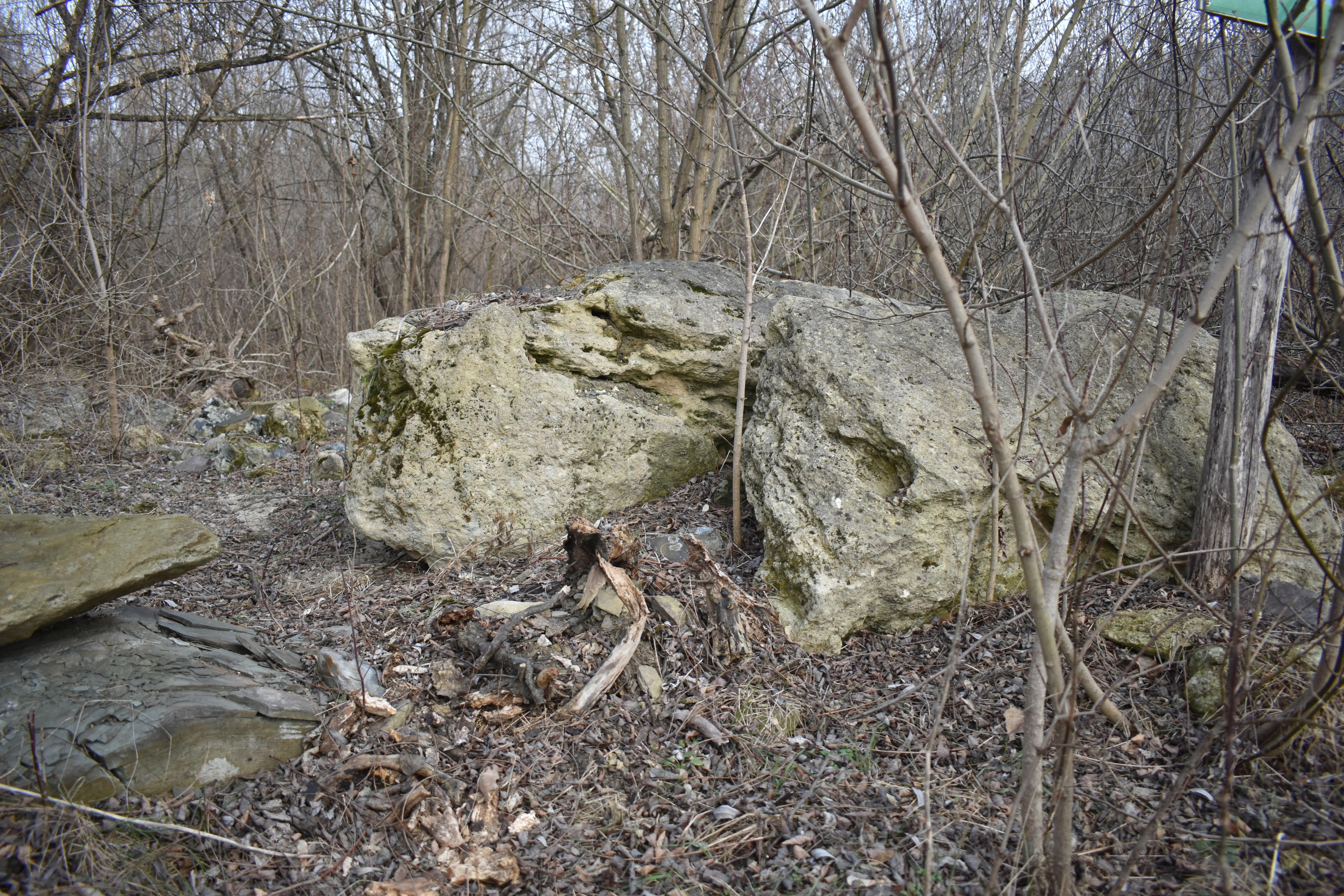
Пісковики Бернашівки